# 鈴木秀喜
鈴木 秀喜（すずき ひでき、1966年9月23日 - ）は、NST新潟総合テレビ放送企画本部制作部長・アナウンサー担当。アナウンサー、番組プロデューサー。

## 人物
- 神奈川県横須賀市出身。
- 東洋大学社会学部を卒業。
- 大学卒業後の1990年4月にラジオ福島に入社。同局のアナウンサーを10年半勤め、2000年10月、新潟総合テレビに移籍し、現在に至る。
- 趣味:競馬、ドライブ。

## 来歴
- ラジオ福島時代から、競馬中継の実況をやっていた。そういうこともあり、NSTが2000年1月からフジテレビ系の「スーパー競馬」のネットをようやく開始したことに伴い、同局が競馬実況のできるアナウンサーのスカウトにより、同年10月にNSTへ移籍した。
- 民放テレビ局では、JRA新潟競馬場の夏競馬競走「アイビスサマーダッシュ」を始めとする同競馬場での1000m直線の難しい実況中継ができる非常に数少ないアナウンサーの1人でもある。
- 趣味でもある競馬が大好きであり、休日には時々、関東等のJRAの競馬場にも足を運ぶという。
- NSTの「スマイルスタジアムNST」では、番組開始時からメイン司会を行う傍ら、自身のコーナー「旅々ヒデキ」のコーナーを以前担当した。同コーナーは番組内で2009年4月から復活し、2010年3月の鈴木の同番組降板まで行われた。
- スマスタ降板以降は、番組プロデューサー等としての活動が多い為、余りテレビ画面には出ない反面、NSTの番組審議委員会では、審議される番組の担当者として出ることが多い。
- 2018年に営業企画本部新潟営業部専任部長・放送企画本部報道制作部アナウンサー職より異動。

## 担当番組（アナウンサーとして）

### 現在
- スポーツ実況（競馬、サッカーなど）
- NSTニュース

ほか

### 過去の担当番組

#### RFC時代
- スマッピーヒデキの勝手にナイトDX

など

#### NST時代
- スマイルスタジアムNST(番組開始～2010年3月27日)

## 主な実況歴
- 新潟大賞典（2002年～2005年、2011年〜2012年）
- アイビスサマーダッシュ（2002年～2009年、2013年～2016年）
- 関屋記念（2005年～2023年）
- 新潟ジャンプステークス（2003年、2004年）
- 新潟2歳ステークス（2001年、2003年～2007年、2009年、2013年）
- 新潟記念（2001年、2002年、2005年）
- 京成杯オータムハンデキャップ（2002年）
- 毎日王冠（2004年）
- カブトヤマ記念（2001年）